# Samuxlu
Samuxlu är en ort i Azerbajdzjan.   Den ligger i distriktet Bərdə Rayonu, i den centrala delen av landet, 230 km väster om huvudstaden Baku. Samuxlu ligger 34 meter över havet och antalet invånare är 1 637.
Terrängen runt Samuxlu är platt. Runt Samuxlu är det ganska tätbefolkat, med 129 invånare per kvadratkilometer.. Närmaste större samhälle är Yevlakh, 12,3 km norr om Samuxlu.
Trakten runt Samuxlu består till största delen av jordbruksmark.